# استوتن، ساسکاچوان
استوتن، ساسکاچوان (به انگلیسی: Stoughton, Saskatchewan) یک منطقهٔ مسکونی در کانادا است که در ساسکاچوان واقع شده‌است. استوتن ۶۹۴ نفر جمعیت دارد.